# Causes de la Première Guerre mondiale
Les causes de la Première Guerre mondiale sont complexes et actuellement toujours débattues. Guerre de coalition à l'échelle européenne, ce conflit entraîne la mort de plus de 18 millions de personnes et 20 millions de blessés. Depuis le déclenchement de ce conflit, les intellectuels, les militants politiques et les historiens se sont penchés sur ces causes, entraînant l'existence d'une historiographie nombreuse et variée. On peut distinguer, dans la diversité des causes, les causes immédiates, le casus belli du 28 juin 1914, découlant du problème rencontré par la Double Monarchie avec l'irrédentisme slave du Sud autour de la Serbie, et les causes plus profondes, de nature politique, économique et sociale. La multiplicité de ces causes pousse les historiens à proposer différentes interprétations, parfois en contradiction les unes avec les autres.

## Les causes immédiates et ultimes
Même si le contexte international du printemps 1914 laisse entrevoir aux intellectuels le déclenchement à court terme d'un conflit à l'échelle européenne, c'est l'assassinat de l'héritier du trône impérial et royal, François-Ferdinand d'Autriche-Este le 28 juin 1914, qui ouvre le « troisième chapitre des guerres balkaniques », selon le mot du chancelier allemand, Theobald von Bethmann-Hollweg, qui affirme en mars 1914, qu'il deviendra rapidement un conflit européen.

### L'assassinat de François-Ferdinand et la crise de juillet 1914

#### La mort de l'archiduc héritier d'Autriche-Hongrie

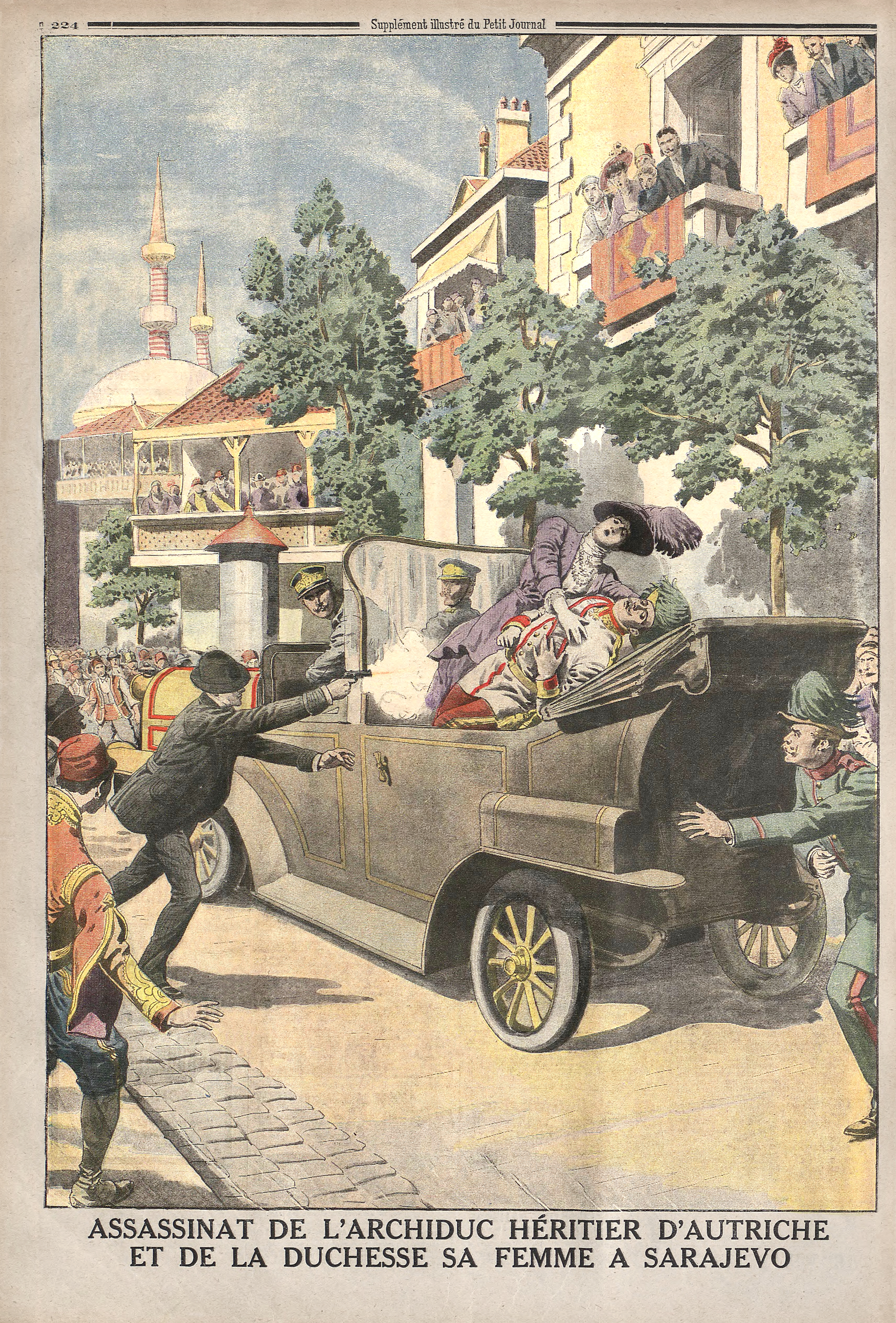
L'assassinat de François-Ferdinand d'Autriche, héritier des trônes d'Autriche et de Hongrie, constitue la principale cause immédiate du déclenchement de la Grande Guerre.

Le 28 juin 1914, l'archiduc-héritier François-Ferdinand d'Autriche est assassiné lors d'une visite dans la ville de Sarajevo. L'annonce des circonstances de la mort de l'héritier du trône suscite au sein de la double monarchie des réactions diverses, de la tristesse à la satisfaction de voir disparaître le plus fervent partisan du trialisme : Conrad, le chef d'état-major austro-hongrois ou encore Istvan Tisza, le président du conseil du Royaume de Hongrie, semblent soulagés, pour des raisons différentes tandis que le ministre commun des affaires étrangères, Berchtold, est profondément attristé. Cependant, la nouvelle de l'assassinat renforce le sentiment d'hostilité, déjà largement répandu depuis la guerre des cochons, contre les Austro-Hongrois et la Serbie.
Si les sentiments inspirés aux responsables austro-hongrois sont divers, les réactions serbes sont sans équivoques. Les diplomates en poste dans le royaume rapportent avoir assisté à des manifestations de joie, autant à Belgrade qu'en province, en dépit de l'annonce de l'observation, en Serbie, d'un deuil de huit semaines. Cependant, la presse nationaliste serbe, profitant de la liberté garantie par la constitution, se déchaîne contre la double monarchie, en dépit des demandes de diplomates serbes en poste en Europe et de remontrances de l'ambassadeur d'Autriche-Hongrie. De plus, le contexte de campagne électorale en Serbie (des élections doivent se tenir le 14 août) n'incite pas le gouvernement à s'attaquer ouvertement aux nationalistes serbes. Ainsi, Nikola Pašić, premier ministre du royaume de Serbie, apprend la nouvelle alors qu'il est en déplacement au Kosovo, et organise la réponse serbe diversement, durant le mois de juillet 1914 : dans un premier temps, le cabinet serbe ne doit pas modifier son programme et envoie des condoléances à Vienne ; puis, dans un second temps, à partir de la prise de position hongroise en faveur du conflit, au milieu du mois de juillet, le président du conseil serbe prépare la réponse serbe à une réaction austro-hongroise ; enfin, la réception de l'ultimatum le 23 juillet ouvre la dernière période politique de l'action de Pašić, inquiet devant la montée des menaces. Durant cette période, cependant, le gouvernement serbe multiplie les déclarations maladroites ou déplacées, assurant, par exemple, lors de la messe de requiem au représentant autrichien à Belgrade apporter à l'enquête le même soin que pour le meurtre d'un membre de la famille royale serbe, ce qui apparaît comme une provocation ; ou encore développer, et laisser développer par la presse, la thèse de la légitime défense des Serbes face à la politique menée dans l'empire des Habsbourg.

#### La crise de juillet 1914
Cependant, dans les cercles militaires et politiques austro-hongrois, « trancher le nœud gordien par la force » constitue le principe de la politique serbe de la double monarchie, mais uniquement si le Reich assure la monarchie de son soutien. Un certain nombre de diplomates, notamment le futur ambassadeur à Berlin, ou encore, le ministre commun des finances, Leon Biliński, ainsi que son subordonné, le gouverneur de Bosnie-Herzégovine, Oskar Potiorek poussent à cette politique de fermeté.
Alors que, en 1913, le Reich avait empêché son allié austro-hongrois de mener une action offensive contre la Serbie, le gouvernement allemand, informé par son ambassadeur en poste à Vienne, du relatif consensus qui règne au sein des responsables austro-hongrois, juge la situation européenne favorable à un règlement définitif, « énergique et décisif » (selon le mot de l'ambassadeur allemand à Constantinople) du différend austro-serbe. En effet, selon les propres dires de Guillaume II et de ses ministres, la France est préoccupée par des questions de politique intérieure et par les faiblesses de son artillerie lourde, la Russie n'est pas en mesure de soutenir une guerre contre les puissances centrales tandis que la Grande-Bretagne doit gérer les problèmes générés par la question irlandaise. Seule la Russie, touchée dans ses sphères d'influence vitales, semble prête à prendre le risque d'un conflit avec la double monarchie.

#### La réponse austro-hongroise: 28 juin - 22 juillet 1914
Assurée du soutien inconditionnel du Reich, officiellement le 7 juillet, en réalité dès le 4, par des contacts moins formels, soutien qui se matérialise, le 24 juillet, entre autres par l'envoi à l'ensemble des ambassades et consulats du Reich, d'une note fournissant des argumentaires aux destinataires, le gouvernement austro-hongrois prépare un texte minutieusement étudié pour être refusé par le gouvernement de Belgrade : les mots employés dans la note font l'objet d'échanges entre les gouvernements austro-hongrois et allemand. Malgré tout, le cas contraire (l'acceptation de la note) est envisagé par les diplomates allemands, d'autres exigences seraient présentées. Un refus serbe à quelque moment du déroulement du scénario entraînerait immanquablement une « expédition de châtiment ». Dans les faits, c'est le 6 juillet 1914 que le « chèque en blanc », donné au ministère austro-hongrois des affaires étrangères, est « constitutionnellement contresigné », selon le mot de Fritz Fischer : l'initiative est en dernier ressort laissée à Vienne, mais, souhaitant résister à la « marée slave », selon le mot même de François-Joseph, les responsables de la double monarchie, malgré l'opposition à ce stade de Tisza, président du Conseil du royaume de Hongrie, et les réserves de Karl Stürgkh, président du conseil autrichien, partisans l'un comme l'autre de l'envoi d'une note acceptable par les Serbes, se montrent favorables à un conflit avec la Serbie. Jusqu'au 19 juillet, Istvan Tisza, président du conseil hongrois, s'oppose au scénario mis en place à Vienne, proposant la mise en place d'une politique alternative, devant aboutir soit à remporter un succès diplomatique soit à faire porter la responsabilité de la guerre à la Serbie.

#### L'ultimatum du 23 juillet et ses conséquences
Le texte de l'ultimatum austro-hongrois, savamment rédigé pour être repoussé, n'accuse pas la Serbie d'être responsable de l'attentat, mais simplement d'avoir rompu les accords de 1909, qui l'obligeaient à « des rapports de bon voisinage » avec son voisin septentrional : le gouvernement de Belgrade aurait laissé se développer sur son territoire des organisations menant une propagande en faveur du mouvement slave du Sud. Non seulement les rédacteurs de l'ultimatum exigent du gouvernement de Belgrade qu'il désavoue clairement l'agitation panslave dans l'empire des Habsbourg, mais aussi qu'il justifie les propos hostiles à la double monarchie, tenus par des représentants serbes, tant en Serbie qu'à l'étranger. De plus, des policiers austro-hongrois doivent pouvoir mener des investigations sur le territoire serbe.
Adressée le 22 juillet au chargé d'affaires austro-hongrois à Belgrade, la note austro-hongroise doit être remise le lendemain. Le 23 juillet, à 18 heures (horaire choisi en fonction de l'horaire de départ annoncé du président français, de retour de visite en Russie), la note austro-hongroise est remise par l'ambassadeur d'Autriche-Hongrie au ministre serbe des Finances (assumant l'intérim pour le premier ministre en déplacement à Niš), qui dispose alors de 48 heures pour l'accepter.
Le gouvernement de Belgrade accède alors à une majorité des revendications austro-hongroises, mais refuse, après consultation du chargé d'affaires russe à Belgrade, puis soutien clair du ministre russe des affaires étrangères, non seulement l'intervention de la police autrichienne sur son territoire, mais aussi la publication de la réponse serbe dans le journal officiel du Royaume le 26 juillet. La réponse serbe, l'« exercice de style le plus brillant de virtuosité diplomatique », selon le mot du rédacteur de la note autrichienne, le baron Musuli, pousse Vienne à rompre les relations diplomatiques avec Belgrade le jour de réception de la note serbe.
Dans les jours qui suivent, malgré les pressions allemandes, les grandes puissances tentent diverses mesures de conciliation, les 26 et 27 juillet. Londres propose une conférence européenne, Saint-Petersbourg des « conversations directes », basées sur la réponse serbe à l'ultimatum. Ses tentatives de médiation poussent la Double Monarchie, et son ministre commun des Affaires étrangères, Leopold Berchtold, à accélérer encore le déroulement du scénario de la crise et à répondre que toutes les démarches de conciliation sont « dépassées par les évènements ».
Ainsi, alors que, jusqu'au 28 juillet, la crise découlant de l'assassinat de François-Ferdinand demeure austro-serbe, la déclaration de guerre austro-hongroise au royaume de Serbie transforme cette crise balkanique en crise puis en guerre européenne très rapidement. Dans les heures qui suivent cette déclaration de guerre, les responsables russes décrètent la mobilisation de 13 corps d'armée, qui ne lanceront pas d'opération offensive avant l'invasion du territoire serbe; cette réponse pousse le Reich, qui avait encouragé son allié dans la voie de la fermeté, à refuser toutes les demandes de négociation russes, formulées même après l'annonce de la mobilisation des 13 corps d'armée. Le 29 juillet, une note britannique fait connaître des propositions de négociations, après l'occupation de Belgrade, tout en faisant savoir que Londres s'engagerait dans le conflit en cas d'intervention directe du Reich et de la France. Berchtold, conscient que la question serbe se poserait à nouveau à moyen terme, repousse les propositions de conciliations, défendant devant le chancelier allemand, favorable à partir de ce moment à une conciliation, la fermeté devant la Serbie. Devant cette fermeté, le gouvernement russe procède à la mobilisation générale le 30 juillet, ce qui entraîne la mobilisation allemande.
À partir de l'annonce de la mobilisation russe, les militaires de l'ensemble des pays européens prennent le pas sur les politiques et les diplomates; ainsi, des notes sont préparées à Berlin pour exiger la fin de la mobilisation en Russie, pour connaître la position française en cas de conflit et pour exiger du gouvernement belge l'autorisation de passer par son territoire. Après avoir décrété la mobilisation générale de son armée, le Reich déclare la guerre, le 1er août à la Russie, le 2 au royaume de Belgique (qui a refusé les termes de l'ultimatum allemand) et le 3 à la France. Londres réagit lors de l'occupation du Luxembourg, le 2 août, en faisant savoir que sa flotte serait engagée contre la Reichsmarine, puis le 4 août, en exigeant le retrait des troupes allemandes de Belgique. Le jour même, Londres déclare la guerre au Reich.

### Deux blocs d'alliance

L'Europe polarisée : la Triplice (beige) et la Triple Entente (vert) en 1914.

À partir de 1879, le système d'alliances entre pays européens se structure en fonction de l'alliance austro-allemande. Par delà les évolutions de ce système, l'alliance austro-allemande reste sur la durée la plus stable des alliances européennes.

#### La Triple Alliance
Au départ conçue pour pérenniser un rapprochement germano-austro-russe, l'alliance militaire germano-austro-hongroise place l'Autriche dans l'alliance allemande et oblige le Reich à suivre Vienne dans sa politique balkanique. En 1913, devant la perte d'influence générale du Reich en Europe, les hommes d'État allemands sont amenés à soutenir totalement et aveuglement leur allié autrichien dans sa politique balkanique : les dirigeants allemands, Guillaume II le premier, se voient obligés, alors que l'Autriche-Hongrie commence à se tourner vers l'Entente pour ses besoins de financement, de s'aligner totalement sur la politique de son entreprenant allié, comme l'affirme Guillaume II après son entretien avec Berchtold. Cette dépendance du Reich à l'égard de son allié, dépendance envers le « brillant second », est renforcée par l'alliance de revers franco-russe.
À cette alliance austro-allemande, se joint l'Italie en 1881, mais cet apport ne constitue pas un renfort fiable. Les rivalités entre l'Italie et l'Autriche-Hongrie dans les Balkans et sur la frontière austro-italienne ne créent pas les conditions d'une alliance solide entre les deux voisins. De plus, en 1900 et en 1902, des accords secrets franco-italiens annulent de fait l'ensemble des accords signés par le royaume dans le cadre de la Triple alliance. Au début des années 1910, cependant, le Reich obtient non seulement le renouvellement, jusqu'en 1919, de l'alliance avec l'Italie, mais aussi la définition précise des clauses de la participation italienne en cas de conflit européen : fourniture d'unités importantes, coopération navale austro-italienne dans l'Adriatique et en Méditerranée. Malgré ce renouvellement, l'Italie, au début du siècle est presque totalement détachée de l'alliance la liant aux empires allemand et austro-hongrois, et le royaume mène une entreprenante politique de rapprochement avec la Russie et la France, tout en maintenant son alliance avec le Reich et la double monarchie. Face à ce revirement politique, certains responsables militaires de la double monarchie se montrent favorables au déclenchement d'une guerre préventive contre cet allié incertain.
Cependant, en dépit des liens étroits qui existent entre l'empire des Hohenzollern et celui des Habsbourg, l'Allemagne tente de mener une politique entreprenante dans les Balkans, tentant de mettre en place des liens de proximité politique avec la Roumanie et la Grèce, tout en assurant des positions dominantes dans l'Empire ottoman, par l'intermédiaire à la fois de liens économiques et de conventions militaires : la construction du Bagdad-Bahn et la réorganisation de l'armée ottomane. Cependant, malgré des succès d'estime non négligeables, comme la nomination de Liman von Sanders aux postes d'instructeur général de l'armée ottomane et de commandant du corps d'armée stationné à Constantinople, il apparaît de plus en plus aux dirigeants allemands que la Turquie s'éloigne de la sphère d'influence allemande, le Reich ne pouvant plus satisfaire aux demandes financières turques ; en dépit de l'envoi d'un autre spécialiste de l'utilisation du chemin de fer dans les conflits, le Reich ne peut que constater la disparition progressive de son influence dans l'empire turc. De même, l'alliance de la Roumanie avec la Triplice, qui date de 1883, est considérée par Ottokar Czernin, ambassadeur austro-hongrois en Roumanie, comme une « chose morte », l'Allemagne n'étant pas en mesure de couvrir les besoins financiers de son allié roumain.
Cependant, la situation en mi-teinte du Reich en Turquie est contrebalancée par ses succès en Bulgarie, mais ces succès sont remis en cause par la défaite bulgare du printemps 1913. Dans les premiers mois de 1914, la politique bulgare, pilotée depuis Vienne, incite les autres États de la péninsule balkanique à initier, sous le patronage de la Russie, un rapprochement.
Pour l'historien Fritz Fischer, c'est dans ce contexte d'effritement de ses alliances que le Reich incite son allié austro-hongrois à se montrer ferme lors de la crise de juillet 1914.

#### La Triple-Entente

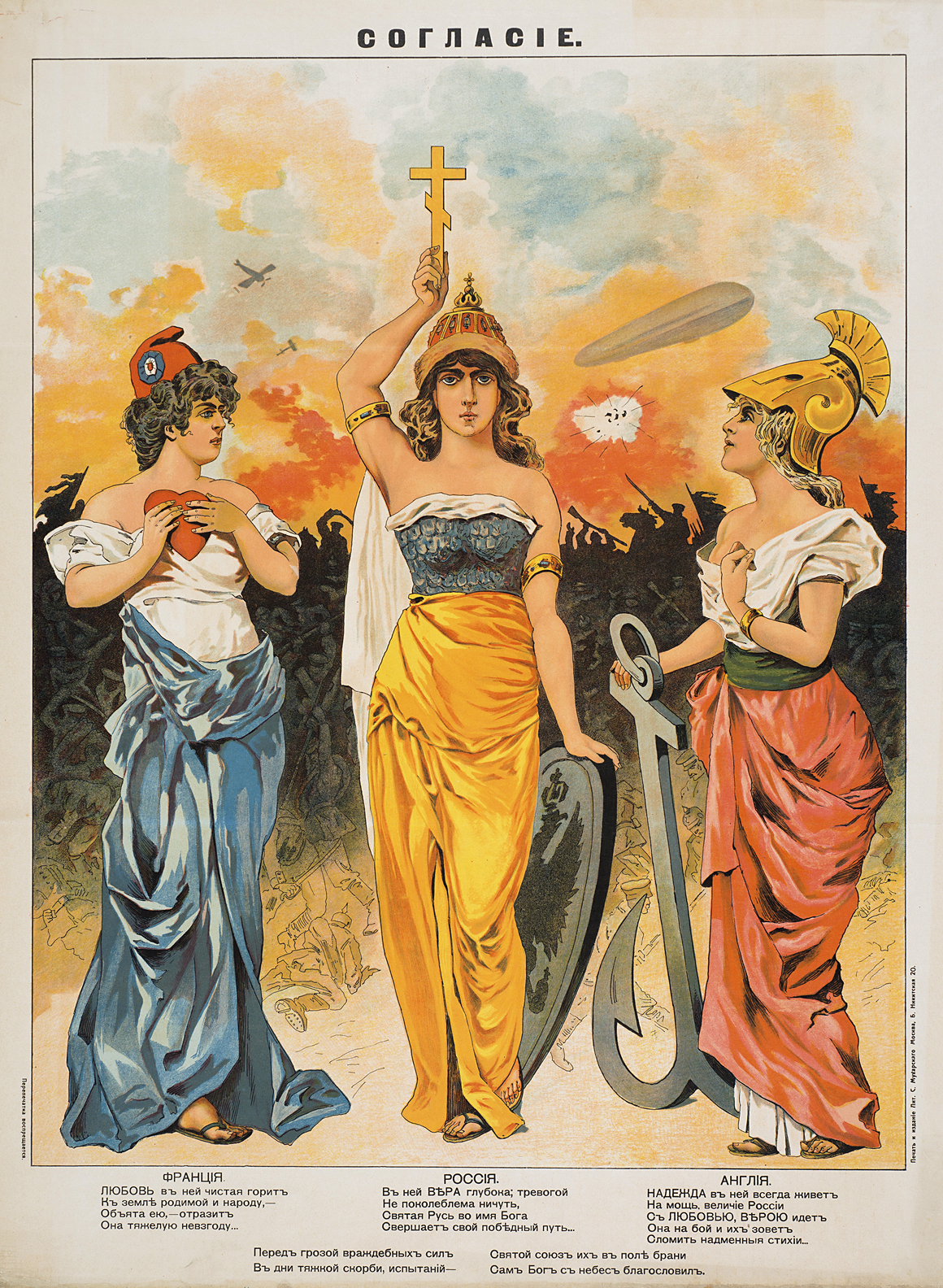
Affiche russe de 1914 symbolisant la Triple-Entente avec Marianne, la Mère Russie et Britannia.

De l'autre côté, l'alliance franco-russe, puis franco-anglaise assure à la France un solide soutien face au Reich, cause de toutes les craintes françaises depuis 1870. En dépit de leurs rivalités en Méditerranée, en Asie et en Europe, ces trois pays sont en effet inquiets devant la politique menée par Guillaume II et son gouvernement (c'est d'ailleurs la loi militaire allemande de 1890, autant que le non-renouvellement de l'accord de 1887 qui pousse la Russie à se rapprocher de la France). Ainsi, la montée en puissance de la flotte de haute mer (Hochseeflotte) allemande et la politique de Berlin dans les Balkans et en Mésopotamie contribuent à créer, puis à resserrer, une alliance franco-russe puis franco-anglaise tandis qu'un accord anglo-russe gèle les rivalités entre ces deux puissances en Asie centrale.
Au fil des années, l'Entente cordiale se renforce, se double d'une convention navale en 1912. Aux termes de cette convention, la défense de la Manche et de la mer du Nord est confiée à la Royal Navy tandis que la flotte française est déployée en priorité en Méditerranée : aux yeux du gouvernement britannique, toute menée offensive dans la Manche, comme toute offensive en Belgique, est alors considérée comme une déclaration de guerre. Dans les derniers jours de juillet 1914, aux yeux de nombreux conservateurs, un équilibre des puissances sur le continent constitue le meilleur garant de la puissance britannique.
Ainsi, dans le cadre de la recherche d'un allié face au Reich, la France se rapproche, à partir de 1892 de la Russie, entrée en opposition dans les Balkans avec l'Autriche, soutenue par l'Allemagne. La création de cette alliance de revers, puis de l'alliance franco-anglaise, crée les conditions de la création dans le Reich d'un sentiment d'encerclement, que les actions diplomatiques du Reich essaient de briser. En France, comme en Russie, l'alliance devient vite populaire, par le soin qu'apportent les responsables des deux pays à la faire vivre, par l'organisation de festivités et l'impression, sur de multiples supports, d'une riche iconographie.
Cette politique se révèle un échec, en dépit d'apparences de succès des 1909 et 1910, en partie en raison de la politique impérialiste qu'entend mener Guillaume II.
Dans les années qui précèdent immédiatement le conflit, un axe se dessine aussi entre Paris et Belgrade, axe renforcé par la visite du roi Pierre à Paris en novembre 1911. Cette visite constitue l'occasion pour le roi de Serbie de réitérer son souhait de voir réunis dans un même État l'ensemble des populations serbes, aussi bien celles de son royaume que celles de la double monarchie et celles de l'empire ottoman.

### La course aux armements et ses conséquences
À partir du début du XXe siècle, les principaux pays européens sont engagés dans une course aux armements. Alors que dans les années 1900, la Russie, par sa politique de réarmement massive, avait imposé le rythme de croissance des appareils militaires de l'ensemble des pays d'Europe, c'est le Reich qui impose aux États européens son rythme d'augmentation des budgets et des effectifs militaires dans les deux années précédant le conflit.
Depuis le début des guerres balkaniques, les principales puissances européennes se sont engagées dans un renforcement massif de leur appareil militaire respectif. Ainsi, les effectifs des armées, les tonnages des marines de guerre et les budgets militaires connaissent une croissance importante dans les années qui précèdent immédiatement le déclenchement du conflit.

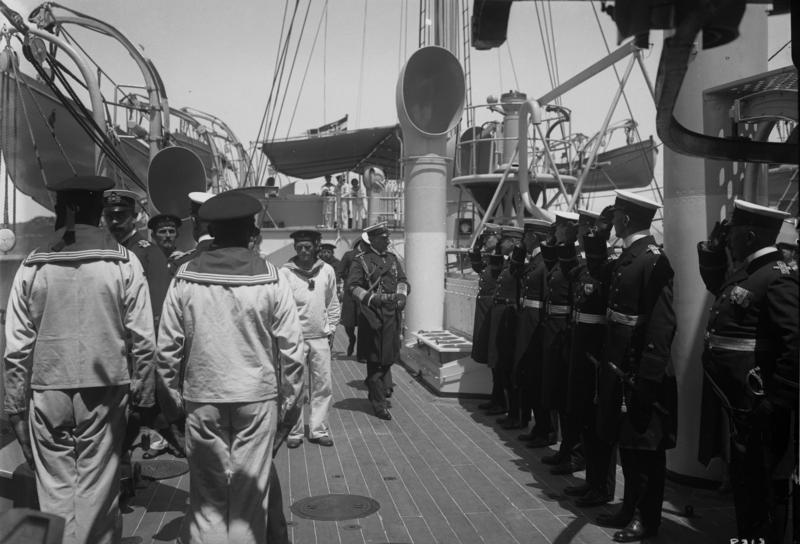
Visite de l'empereur Guillaume II à bord du SMS Geier de la Kaiserliche Marine, en Crète (1912).

En Allemagne, Guillaume II accélère le développement de la marine de guerre, provoquant une course aux armements avec l'Empire britannique. Dès mars 1911, le Reich adopte, sur les pressions de son état-major, des dispositions visant à augmenter les effectifs en temps de paix et à former ces nouveaux soldats. Cette augmentation substantielle de la taille de l'armée impériale en temps de paix constitue la réponse des responsables du Reich à la politique de réarmement russe, perçue comme menaçante à terme : en effet, ayant pansé ses plaies, la Russie réactive sa politique européenne à partir de 1912. À la fin de l'année 1912, sur un rapport de Moltke, favorable à un ambitieux programme de réarmement, ces dispositions sont complétées en janvier 1913 : le projet alors déposé devant le Reichstag prévoit une augmentation des effectifs de l'armée impériale en temps de paix de 132 000, soit un effectif de 761 000 soldats : le 1er octobre 1913, une première tranche de 72 000 hommes est appelée sous les drapeaux. Ces 761 000 soldats sont destinés à être renforcés par 60 000 autres, l'armée allemande devant compter 821 000 hommes en temps de paix au mois d'octobre 1914. Cette augmentation massive des effectifs se traduit aussi par une augmentation rapide des budgets du ministère de la guerre : entre 1910 et 1914, le budget militaire du Reich est plus que doublé, passant de 205 à 442 millions de dollars. Destinées à combler un écart avec les capacités militaires de l'Entente qui se creuse au fil des années, les dispositions votées en 1912 et 1913 incitent les Alliés à répliquer en conséquence, à renforcer leur propre appareil militaire. De plus, conscients de la faiblesse relative du réseau ferré allemand à destination de la frontière française, les responsables militaires du Reich tentent également de contrebalancer cette faiblesse.
La double monarchie, sous la direction militaire de Franz Conrad von Hötzendorf, prévoit elle aussi une augmentation substantielle de l'armée commune et des unités territoriales des deux parties de la monarchie, entraînant une hausse du budget militaire, porté à 250 millions de couronnes ; en effet, Conrad, proche de François-Ferdinand, souhaite donner à la monarchie des moyens militaires à la mesure de sa place au sein des puissances européennes et accélérer la mutation de l'armée austro-hongroise. En 1912, la durée du service militaire avait été portée à trois années pour les unités montées (deux années pour les unités non montées), tandis que le contingent annuel de l'armée commune avait été porté de 103 000 à 160 000 hommes en temps de paix. Devant les divisions politiques, le renforcement de l'armée austro-hongroise se fait en court-circuitant les parlements autrichien et hongrois. À la fin de l'année 1913, une nouvelle loi militaire est proposée au vote du parlement, mais elle n'est pas encore adoptée en juin 1914. Mais ces mesures ne permettent pas à la double monarchie d'achever la remise en état de son appareil militaire.
La loi militaire allemande annoncée en France, au début de l'année 1913, les militaires français, Joffre en tête, demande le vote d'une nouvelle loi militaire, permettant un rééquilibrage du rapport de force franco-allemand. Le 5 mars 1913, la Loi des trois ans est proposée au parlement qui l'adopte le 7 août 1913 : elle porte les effectifs de l'armée à 750 000 hommes, par le retour partiel au service militaire d'une durée de trois ans et l'appel dès la vingtième année.
La Russie adopte également une loi comparable, portant les effectifs de son armée en temps de paix à 1 800 000 hommes; ce programme aboutit dans les faits à faire passer les effectifs de l'armée russe de 1 300 000 hommes à 1 400 000 hommes, mais l'encadrement demeure insuffisant. À cette augmentation des effectifs s'ajoute, avec l'aide financière de la France, une modernisation de l'artillerie et la création de nouvelles lignes de chemins de fer vers les frontières allemande et autrichienne. Dès 1914, le gouvernement russe peut appeler sous les drapeaux 585 000 hommes, soit 130 000 de plus que l'année précédente. Au terme de ce processus de renforcement des capacités militaires russes, en 1917, l'armée doit compter près de 2 millions de soldats.
Devant le renforcement constant des capacités militaires des probables adversaires du Reich, les principaux responsables militaires du Reich émettent l'idée d'une guerre préventive contre la France et la Russie : à leurs yeux, le réarmement russe mettrait le Reich dans l'obligation de refondre ses plans de guerre à l'horizon 1916, le plan Schlieffen ne pouvant plus s'appliquer dans le contexte supposé de 1916-1917 : à partir de 1912, l'idée d'une guerre préventive gagne du terrain parmi les officiers généraux, ce dont les responsables français et britanniques sont parfaitement conscients.
Les états qui souhaitent ne pas participer à une conflagration générale, notamment la Belgique et les Pays-Bas, mènent aussi une politique de réarmement : la Belgique adopte un projet de loi visant à permettre la création d'une armée de 330 000 hommes sur plusieurs années, tandis que les Pays-Bas et la Suède adoptent, par la voie de leur parlement, des lois visant au renforcement de leur appareil militaire.

## Les causes profondes
L'ensemble des observateurs avertis de la scène européenne ne semblent pas surpris par le déclenchement du conflit.

### Le revanchisme français
L'Alsace-Lorraine (ou plutôt l'Alsace-Moselle) avait été détachée de la France et cédée à l'Empire allemand en 1871 par le traité de Francfort après la défaite de la France en 1870.

### La «poudrière balkanique»

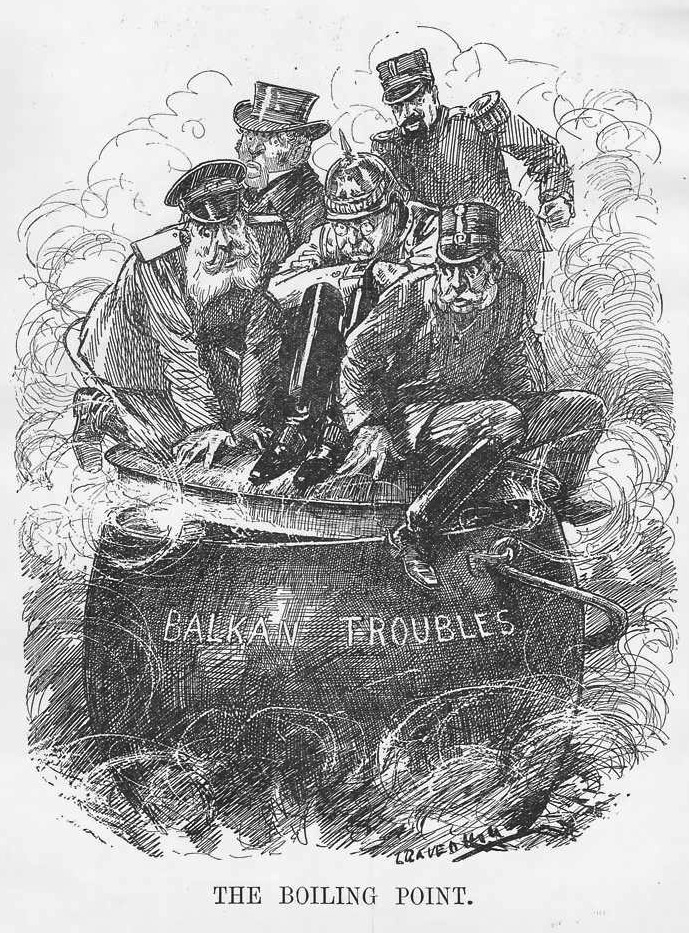
Nicolas II de Russie (sous les traits de son père), Guillaume II d'Allemagne, François-Joseph d'Autriche tentent de limiter l'impact de la première guerre balkanique sous le regard inquiet de John Bull et d'un militaire français.

Contrairement à une idée répandue, la notion d'origine médiatique de « poudrière » pour décrire la situation des Balkans est à nuancer et son « explosion » n'était pas une fatalité. Les nombreuses relations diplomatiques à cette époque permettent en effet de résoudre les crises par des conférences internationales, si bien que l'hypothèse d'une escalade jusqu'à la guerre semblait inconcevable jusqu'à l'attentat provoquant des réactions exaltées et prenant de vitesse les forces pacifistes. À l'inverse, d'autres historiens, comme Jean-Paul Bled, pensent que compte tenu des intérêts en jeu, le conflit était inévitable et que les efforts diplomatiques n'ont fait qu'en retarder l'échéance.

#### La question yougoslave depuis 1878
En 1878, lors du congrès de Berlin, la principauté de Serbie, autonome au sein de l'Empire ottoman, acquiert son indépendance et devient un royaume. Jusqu'en 1903, le royaume est gouverné par la dynastie des Obrenović. Les deux rois, Milan et son fils Alexandre, qui se succèdent en Serbie jusqu'en 1903 constituent des vassaux loyaux, mais turbulents, de l'empire des Habsbourg, l'un proposant à l'empire des Habsbourg d'annexer ses états, l'autre déclenchant une guerre avec la Bulgarie voisine, alliée de la Russie.
Le coup d'état de 1903 crée les conditions d'une nouvelle donne dans les relations austro-serbes. À partir du coup d'état qui porte au pouvoir la dynastie des Karageorgévitch représentée par Pierre Ier de Serbie, le gouvernement de Belgrade s'éloigne de la dépendance autrichienne. Rapidement, les autorités autrichiennes tentent de réagir, dans un premier temps par une guerre commerciale, puis par l'annexion formelle de la Bosnie-Herzégovine à l'automne 1908. En effet, le renversement de la dynastie des Obrenović remet en cause les liens qui unissent Vienne et Belgrade, la nouvelle dynastie s'appuie en effet sur des cercles hostiles à la double monarchie.
À partir de ce moment, les partisans de la réunion de tous les Serbes, voire de tous les Slaves du Sud, dans un seul État exercent une forte influence sur le gouvernement de Belgrade. Par exemple, en 1914, la salle de réception du ministère de la guerre à Belgrade est ornée d'une représentation allégorique de la Serbie, une femme armée dotée d'un bouclier sur lequel sont inscrits les noms de provinces destinées à revenir au Royaume, provinces toutes situées dans l'empire des Habsbourg. En 1914, devant la vitalité du petit royaume de Serbie, les responsables austro-hongrois voient la sujétion de la Serbie comme une « question vitale » pour la double monarchie.
Le nouveau roi, Pierre Ier, ayant déclaré souhaiter régner et non gouverner, le pouvoir passe au parti radical, majoritaire au parlement de Belgrade; ce parti souhaite la mise en place d'une monarchie constitutionnelle et le rassemblement de l'ensemble des populations serbes dans un seul état. Rapidement, la liberté de ton de la presse serbe, alimentée par la fin de la censure, permet le développement de campagnes de presse nationalistes, dirigées contre la double monarchie, permettant à un observateur, le général français Max Ronge, de définir la Bosnie-Herzégovine comme une « région politiquement infestée ».
Ainsi, jusqu'en 1908, les grandes puissances parviennent à contrôler les petits États turbulents et instables de la péninsule. Mais l'annexion de la Bosnie-Herzégovine, les ambitions balkaniques austro-hongroises et la résistance serbe à ces pressions changent rapidement la donne à partir de 1903.

#### LeDrang nach Ostenautrichien dans les Balkans
Depuis le congrès de Berlin, l'Autriche-Hongrie administre au nom du Sultan ottoman les Sandjaks de Bosnie et d'Herzégovine. Le caractère officiellement provisoire de cette administration ne dupe aucune chancellerie européenne : pour Vienne, il ne fait aucun doute que cette administration doit durer sans limite de temps. Elle entretient également des garnisons dans quatre villes du Nord du Sandjak de Novipazar, sur l'axe Danube-Vardar, que la monarchie souhaite contrôler de façon exclusive et qui doit se terminer à Salonique que la double monarchie souhaite contrôler.
Ainsi, peu de temps avant l'annexion de la Bosnie-Herzégovine à la monarchie, l'entreprenant ministre austro-hongrois des affaires étrangères, Aloïs d'Aerenthal, rend public un accord austro-hungro-ottoman relatif à l'extension du réseau ferré de la double monarchie dans le Sandjak de Novi-Pazar, à partir de la Bosnie-Herzégovine vers Mitrovitza ; cet accord est cependant rapidement enlisé dans les difficultés politiques et financières de la réalisation d'une telle ligne de chemin de fer.
L'annexion formelle de la Bosnie-Herzégovine à la double monarchie, à la faveur de la révolution jeune turque, entraîne une réaction serbe, mais, faute de réel soutien russe, cette réaction tourne court, devant un ultimatum remis au gouvernement de Belgrade le 19 mars 1909. À partir de 1909, la politique balkanique de l'Autriche-Hongrie pousse le Reich à soutenir de plus en plus fermement son alliée face à l'empire Russe. Cette présence austro-Hongroise dans les Balkans contribue à dégrader les relations de la double monarchie, et par voie de conséquence du Reich, avec la Russie et à la pousser dans une alliance avec les adversaires du Reich, puis à renforcer les liens qui unissent l'empire des Tsars à la France. De plus, le renforcement de l'influence de la double monarchie en Albanie pousse les Italiens à mener une politique de plus en plus entreprenante dans la péninsule balkanique.
L'annexion formelle des sandjaks de Bosnie et d'Herzégovine entraîne le renforcement de la position, au sein de l'appareil dirigeant de la double monarchie, des tenants de la solution fédérale, avec un troisième pôle, slave du Sud : le renforcement de la présence slave du Sud au sein des deux États de la double monarchie pourrait créer les conditions de la création d'une troisième entité, centrée autour des Croates, non seulement en faisant contrepoids à l'influence du royaume de Belgrade, ainsi marginalisé, mais aussi en limitant l'influence magyare au sein de la double monarchie et en bloquant les velléités italiennes en Dalmatie ; mais cette sourde lutte contre le royaume de Serbie voit se développer, au sein des dirigeants autrichiens de la double monarchie, un groupe de pression favorable à une guerre préventive contre la Serbie, autour de Conrad.
Après la défaite essuyée par la Bulgarie, qui s'est rapproché de la Triplice et, de ce fait, chargée par le Reich et la double monarchie de réduire les prétentions serbes, la double monarchie, soutenue par le Reich, mais contre l'avis de l'archiduc héritier, envoie au gouvernement de Belgrade un ultimatum le sommant de retirer ses troupes d'Albanie. Dans le courant du mois de juin 1914, la politique antiserbe menée par le ministère commun des Affaires étrangères austro-hongrois a été redéfinie et doit aboutir à la formation d'une nouvelle ligue balkanique, cette fois-ci dirigée contre la Serbie.

#### La Péninsule balkanique, champ clos des rivalités entre grandes puissances
Dans un contexte marqué par l'instabilité politique dans l'empire ottoman, les grandes puissances régionales, Autriche-Hongrie et Russie, se disputent la clientèle des petits États turbulents de la péninsule balkaniques, tout en tentant d'étendre leur influence dans l'Empire ottoman proprement dit. Ces deux États doivent aussi compter avec les ambitions italiennes en Albanie, faisant de ce royaume, un acteur important de la politique balkanique.
Dans les années suivant le congrès de Berlin, les grandes puissances austro-hongroises et russes s'étaient entendues pour geler la situation balkanique, à leur profit et aux dépens, notamment de l'Italie.
Cette situation est rapidement remise en cause par les turbulents États balkaniques, plus ou moins soumis à la Russie ou à la double monarchie. Ce désordre dans le jeu des grandes puissances se matérialise par la mise en place d'alliances fluctuantes entre ces États, alliances patronnées par ces grandes puissances rivales, aspirant l'une comme l'autre à dominer la péninsule pour se faufiler vers la Méditerranée ainsi que par des compromis de courte durée entre grandes puissances.
Depuis 1903, la Serbie a quitté le giron autrichien, pour s'appuyer sur la Russie, qui utilise le royaume comme instrument de pénétration russe dans les Balkans. Devant l'entreprenante politique du régime mis en place par le roi Pierre Ier en Serbie, le ministre austro-hongrois des affaires étrangères, Aloïs von Aehrenthal souhaite une politique active dirigée contre le royaume serbe : cette politique aboutirait à contrôler à nouveau le petit royaume, et réduirait ainsi l'agitation des Slaves du Sud en Autriche-Hongrie. Une guerre commerciale, la guerre des cochons, constitue la première manifestation de cette nouvelle orientation, l'Autriche souhaitant mettre à genoux économiquement le royaume serbe; cette guerre commerciale est rapidement suivie de l'annexion formelle des sandjaks de Bosnie et d'Herzégovine, devant laquelle la Serbie est impuissante, en l'absence de réelle intervention russe pour contrecarrer le fait accompli autrichien.
De plus, la défaite russe en extrême-Orient a obligé l'empire des Tsars à réorienter les axes de sa politique d'expansion politique et économique. Ainsi, la Russie redevient active dans la péninsule balkanique, mettant fin à un demi-siècle d'entente avec la double monarchie, sanctionnant le relatif effacement russe de la péninsule balkanique.
Pour faire face à cette sourde opposition autrichienne, le royaume de Serbie se rapproche de la principauté de Bulgarie et les deux états négocient une alliance secrète politique, économique et militaire sous le patronage de la Russie : le 12 mai 1904, le traité d'alliance secret entre le royaume de Serbie et la principauté de Bulgarie est signé à Belgrade, il comporte un accord douanier, un traité d'amitié et un traité d'alliance, tous trois dirigés contre la double monarchie.
Auprès de la Russie, la diplomatie austro-hongroise s'est engagée, lors d'une entrevue avec le ministre russe des affaires étrangères, Alexandre Izvolski, à appuyer un changement dans le régime des Détroits. Le 5 octobre 1908, le décret d'annexion est signé par l'empereur-roi. Après avoir obtenu de la Porte, le 26 février 1909 la reconnaissance de son annexion, à la suite de longs marchandages, portant notamment sur la quote-part de dettes turques allouée aux sandjaks de Bosnie et d'Herzégovine, la double monarchie obtient, le 31 mars 1909, de la Serbie, isolée, la reconnaissance du « fait accompli ». Cette victoire autrichienne se double d'un accord secret avec l'Italie, qui obtiendrait des compensations en cas de nouvelles annexions autrichiennes dans les Balkans. Cette défaite diplomatique de la Serbie, et plus encore de la Russie, incite cette dernière à resserrer les liens qui l'unissent au petit royaume balkanique, à en faire son alliée privilégiée dans la région, et à la soutenir, sous peine de perdre son influence dans la péninsule.
Profitant de la crise bosniaque, le prince Ferdinand rompant les quelques liens qui unissaient encore sa Principauté à l'Empire ottoman, déclare la Principauté totalement indépendante et prend le titre de roi : le jour de la signature du décret d'annexion de la Bosnie-Herzégovine, l'indépendance de la Bulgarie est ainsi proclamée.

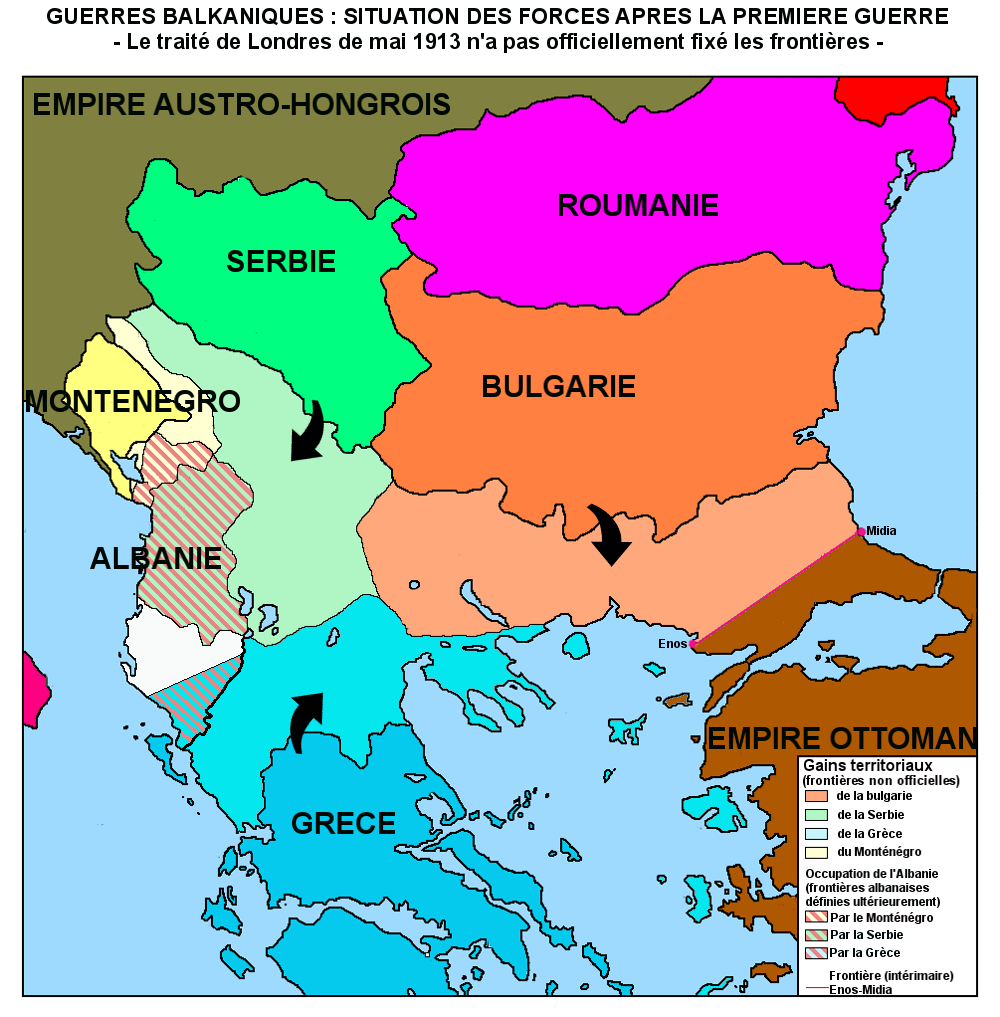
Les Balkans à l'issue de la première guerre balkanique : un accroissement de puissance de la Serbie ne peut que susciter des oppositions austro-hongroises.

En 1911, la guerre italo-turque crée les conditions d'une entente des États balkaniques contre la Turquie, enhardissant les petits États balkaniques : des traités d'alliance, patronnés par la Russie, entre la Serbie et la Bulgarie puis entre la Grèce et la Bulgarie sont signés en mars et en mai 1912. Ces traités non seulement mettent en place une alliance défensive, mais aussi élaborent des plans de partage de la partie européenne de l'Empire ottoman. Ces traités semblent conçus par les diplomates russes qui participent à leur élaboration et les utilisent comme un moyen de restaurer l'influence et le prestige russe, entamés par la défaite essuyée lors de la crise de 1909.

### Les rivalités coloniales
Depuis la conférence de Berlin, les États européens se sont taillés en Afrique des empires coloniaux. Rapidement menaçante pour la position de l'ensemble des pays européens, le Reich mène donc une active politique coloniale, rapidement contrée par l'ensemble des grandes puissances coloniales.

#### Le partage du monde
Conquis par des missions, le continent est partagé en 1878 entre les principales puissances européennes, la France en Afrique de l'Ouest et au Gabon, la Grande-Bretagne en Afrique de l'Est, le Portugal conservant ses colonies, le Reich obtenant un empire colonial en Afrique, composé de territoires plus ou moins vastes, mais séparés par les possessions françaises, belges ou britanniques.

#### Le Reich, puissance coloniale tardivement arrivée dans la compétition
Les calculs de Bismarck, devant aboutir à faire du Reich le garant de l'équilibre européen, ont ralenti, pendant les années 1870, l'expansion coloniale du Reich. Cependant, à partir de la fin des années 1880, la pression d'une partie de la population conduit le chancelier de fer à modifier son approche des questions coloniales. Dans les années 1880, Bismarck fait ainsi acquérir par des entrepreneurs coloniaux un chapelet de territoires en Namibie, à la fureur britannique, mais les ambitions allemandes entraînent des coalitions de fait des puissances coloniales déjà présentes. Souhaitant, chaque fois que cela est possible, créer les conditions d'un essor de l'influence allemande, les responsables du Reich se heurtent à la Grande-Bretagne, en Anatolie lorsque les industriels allemands obtiennent la concession de la construction puis de l'exploitation d'une ligne de chemin de fer en direction de Konya, en Afrique, lors du traité du 12 mai 1894 qui aboutit à faire en sorte que les possessions allemandes soient totalement encerclées par des colonies britanniques, ou encore dans le Transvaal, alors objet des convoitises britanniques, mais soutenu par le Reich.
Systématiquement, la politique extra-européenne du Reich place ce pays en compétition avec la France ou la Grande-Bretagne, créant, par delà les rivalités coloniales franco-anglaises, les conditions d'un rapprochement entre les deux principales puissances coloniales.

### Les changements politiques des années 1890-1914
Cependant, dans le cadre d'une politique voulue par Guillaume II, les dirigeants du Reich poursuivent sa politique expansionniste aussi pour des raisons de politique intérieure, espérant fournir à une population en constante mutation un dérivatif aux tensions internes ; ainsi, cette politique ne parvient qu'à exacerber la méfiance des puissances coloniales déjà installées, et à cimenter des alliances dirigées contre le Reich de Guillaume II.
Ainsi, dès 1898, les rivalités pour la possession d'îles dans l'océan Pacifique et le contrôle de régions sur la route des Indes met aux prises le Reich avec l'ensemble des acteurs de la région, États-Unis, Japon, Grande-Bretagne. Ainsi, les tentatives allemandes de pénétration économique et politique dans l'Empire ottoman (renouvellement de la concession du Bagdadbahn, ou encore demande de concession de territoires en Mésopotamie, à des fins pétrolières ou agricoles) renforcent les antagonismes anglo-allemand et germano-russe.

#### Les crises marocaines

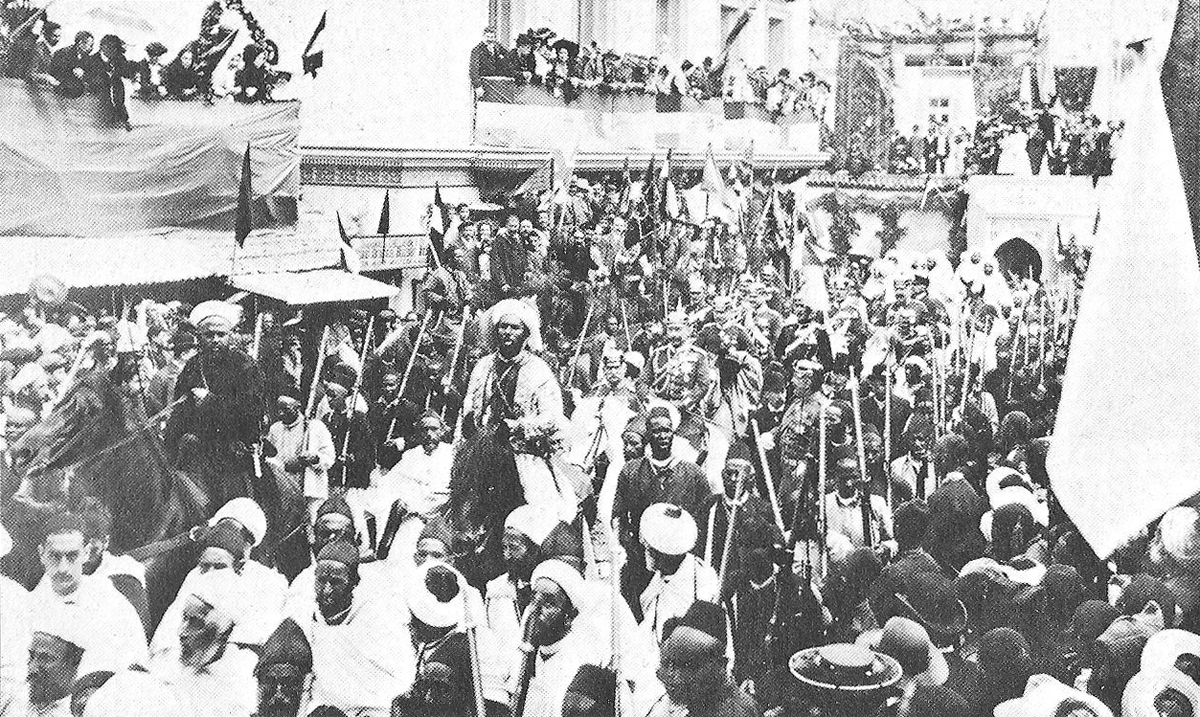
La crise de Tanger : contestation de l'influence française au Maroc par l'empereur Guillaume II à Tanger, le 31 mars 1905.

Dans le contexte de la guerre russo-japonaise, au début de l'année 1905, les responsables du Reich entendent profiter de l'empêchement de la Russie à intervenir sur la scène européenne pour disputer à la France son influence nouvellement acquise au Maroc, arguant que l'évolution de la situation marocaine concerne l'ensemble des puissances. Ainsi, souhaitant s'opposer à la mainmise française sur le pays, mainmise qui organise autour des réformes que souhaite mettre en place le président français dans le pays, Guillaume II se rend à Tanger, prononce un discours dans lequel il affirme que le Reich défendra la souveraineté du royaume chérifien, puis obtient du gouvernement français la démission de Théophile Delcassé, ministre français des affaires étrangères, partisan d'une politique de fermeté. Cependant, à la suite de l'accord de Björkö entre Guillaume II et Nicolas II, signé le 24 juillet 1905, le Reich croit pouvoir mener une politique conciliante, mais, devant l'opposition du gouvernement russe, tente de mener une politique plus agressive, mais, devant l'opposition américaine, britannique et italienne à ses propositions (qui visaient en réalité à écarter la France du Maroc), Bülow, chancelier du Reich, doit prendre acte de son échec, définitivement signifié par l'acte d'Algésiras, qui confie à la France et à l'Espagne l'organisation de la tutelle européenne sur le Maroc.

#### La crise bosniaque
Maintenu sous la souveraineté nominale de la Porte, mais administré par l'Autriche-Hongrie depuis le congrès de Berlin, le vilayet de Bosnie, comprenant les sandjaks de Bosnie et d'Herzégovine, voit son statut modifié à l'automne 1908, à la faveur de la révolution dans l'Empire ottoman.
En effet, les responsables politiques de la double monarchie craignent une remise en cause du modus vivendi établi en 1878 par l'article 25 de l'article 25 du traité de Berlin. Durant l'été 1908, appuyé par le Reich, Aloïs d'Aerenthal, souhaitant rassembler les Slaves du Sud de la double monarchie sous un même sceptre, défend l'idée d'un rééquilibrage dans les Balkans, dont l'annexion formelle de la Bosnie-Herzégovine constitue le premier pas et l'arrêt de la propagande serbe dans la double monarchie le second.
Durant l'automne 1908, la diplomatie austro-hongroise s'attache à préparer l'annexion, notamment en s'engageant auprès de la Russie à ouvrir une négociation sur le régime des détroits, mise en place à partir de la conférence de Paris ; la diplomatie russe ne s'oppose en effet pas à l'annexion, à la condition qu'elle soit approuvée lors d'un congrès par les puissances garantes de la situation dans les Balkans.
Le 5 octobre 1908, à la surprise générale,, François-Joseph signe le décret annexant formellement les deux sandjaks à la double monarchie, entraînant des protestations russes et serbes, protestations serbes qui n'ont aucun fondement juridique,. Cependant, soutenus par le Reich, les Austro-hongrois obtiennent la non-intervention des Français et des Britanniques, tandis que les diplomates russes abandonnent la Serbie face à la double monarchie.
Le 26 février 1909, la Porte reconnaît l'annexion de ces territoires par la double monarchie. Le soutien du Reich se manifeste par l'envoi à Saint-Petersbourg d'une note comminatoire, demandant la reconnaissance de l'annexion par la Russie,,.
Face à cet envoi, les responsables russes ne peuvent qu'accepter le fait accompli, acceptent les termes de la note allemande et conseillent au royaume de Belgrade de céder devant les menaces austro-allemandes. La Serbie, abandonnée à son sort face à la double monarchie, doit reconnaître l'annexion des Sandjaks de Bosnie et d'Herzégovine, le 31 mars 1909, démobiliser son armée et s'engager à entrentenir avec la double monarchie des relations de bon voisinage.

#### Les guerres balkaniques
À l'issue d'une période d'accalmie, les grandes puissances, Autriche-Hongrie et Russie, souhaitent maintenir le statu quo dans la péninsule, mais le 15 octobre 1912, les états de la ligue balkanique entrent en guerre contre la Turquie. Si ces deux puissances, la double-monarchie et l'empire des Tsars, se montrent favorables au maintien du statu quo, les deux guerres balkaniques fournissent l'occasion à la Russie et à l'Autriche-Hongrie de s'affronter sur le terrain diplomatique et par états balkaniques interposés.
Rapidement menée, à la surprise générale, la première guerre balkanique se solde par une défaite de la Turquie, la perte de presque toutes ses possessions européennes et par un accroissement de la puissance de la Serbie et de la Bulgarie. Cet accroissement de la puissance serbe inquiète le gouvernement austro-hongrois ; les responsables austro-hongrois incitent donc leur allié bulgare à déclencher les hostilités contre la Serbie. La seconde guerre balkanique se termine sur une défaite sans appel de la Bulgarie, écrasée sous les offensives menées conjointement par les Serbes, les Grecs et les Roumains.
Durant ces deux conflits rapidement menés et conclus, la position de la Serbie constitue la principale préoccupation pour la diplomatie autrichienne. En effet, les succès serbes réalisent, dans les faits le programme nationaliste serbe, annexant des territoires peuplés de Serbes, contrôlant une partie et ayant conquis un débouché maritime pour le royaume de Belgrade. Ces succès autorisent le royaume à formuler des revendications en Albanie, en échange de l'absence de revendications en Macédoine mais, peu soutenue ni par la Russie, qui ne souhaite pas « se laisser entraîner dans une guerre à l'occasion de la question du port serbe sur l'Adriatique », selon le mot d'un diplomate russe, ni par la Bulgarie, qui défend une lecture stricte du traité de mars 1912, la Serbie voit ses revendications territoriales en Albanie remises en cause lors de la conférence de Londres.
Dans les premiers mois de l'année 1913, la question du partage de la Macédoine, enjeu de la deuxième guerre balkanique, mobilise les chancelleries : l'Autriche soutient son allié bulgare contre la Serbie, soutenue cette fois fermement par la Russie, la perspective d'une confrontation directe austro-russe n'étant pas exclue à Vienne. Au début juillet, en dépit d'une médiation russe, permise par le traité de 1912, et des conseils autrichiens, la Bulgarie lance une agression contre la Serbie, rapidement tenue en échec. Souhaitant soutenir son alliée, l'Autriche se prépare à intervenir, mais en l'absence de soutien allemand, la double monarchie doit rapidement abandonner toute politique d'intervention directe contre son turbulent voisin méridional.
À l'issue du second conflit, les petits États balkaniques, tous agrandis des dépouilles ottomanes, ne sont pas satisfaits par les partages territoriaux imposés par les grandes puissances; cette insatisfaction participe à la modification des rapports de force entre grandes puissances, Russie et Autriche-Hongrie dans la péninsule balkanique.

### La montée en puissance des sentiments nationaux
Le XIXe siècle a contribué à modifier le regard des populations sur les conflits armés. En effet, jusqu'à cette période, les guerres sont localisées dans l'espace et dans le temps, menées en tenant compte des possibilités démographiques et financières des États qui y participent.
Dans l'ensemble des pays européens, la force des nationalismes crée les conditions de l'exaltation de sentiments nationaux, et au développement des rivalités nationales. Ainsi, les responsables du Reich, Guillaume II en tête formulent-ils les rivalités politiques et économiques avec leurs voisins comme la manifestation du conflit entre les Slaves et les Germains. Multipliant les allusions à un conflit multiséculaire germano-slave, l'empereur allemand inspire certains de ses collaborateurs, dont son chef d'état-major, Helmuth von Moltke, et développe devant des représentants austro-hongrois des arguments de même nature.
Face à ce sentiment de l'existence d'une opposition entre les Germains et les Slaves, les populations slaves en général et russes en particulier développent en leur sein un sentiment panslave, encouragé par le gouvernement après les défaites de 1904-1905. La crise bosniaque de 1908-1909, durant laquelle le royaume de Belgrade a dû céder face aux prétentions de la double monarchie, a exacerbé les tensions entre Slaves du Sud et austro-hongrois, incitant à la mise en place de sociétés secrètes nationalistes serbes, œuvrant à la fois à l'intérieur et à l'extérieur du royaume.

### Ambiances culturelles et intellectuelles du premier avant-guerre

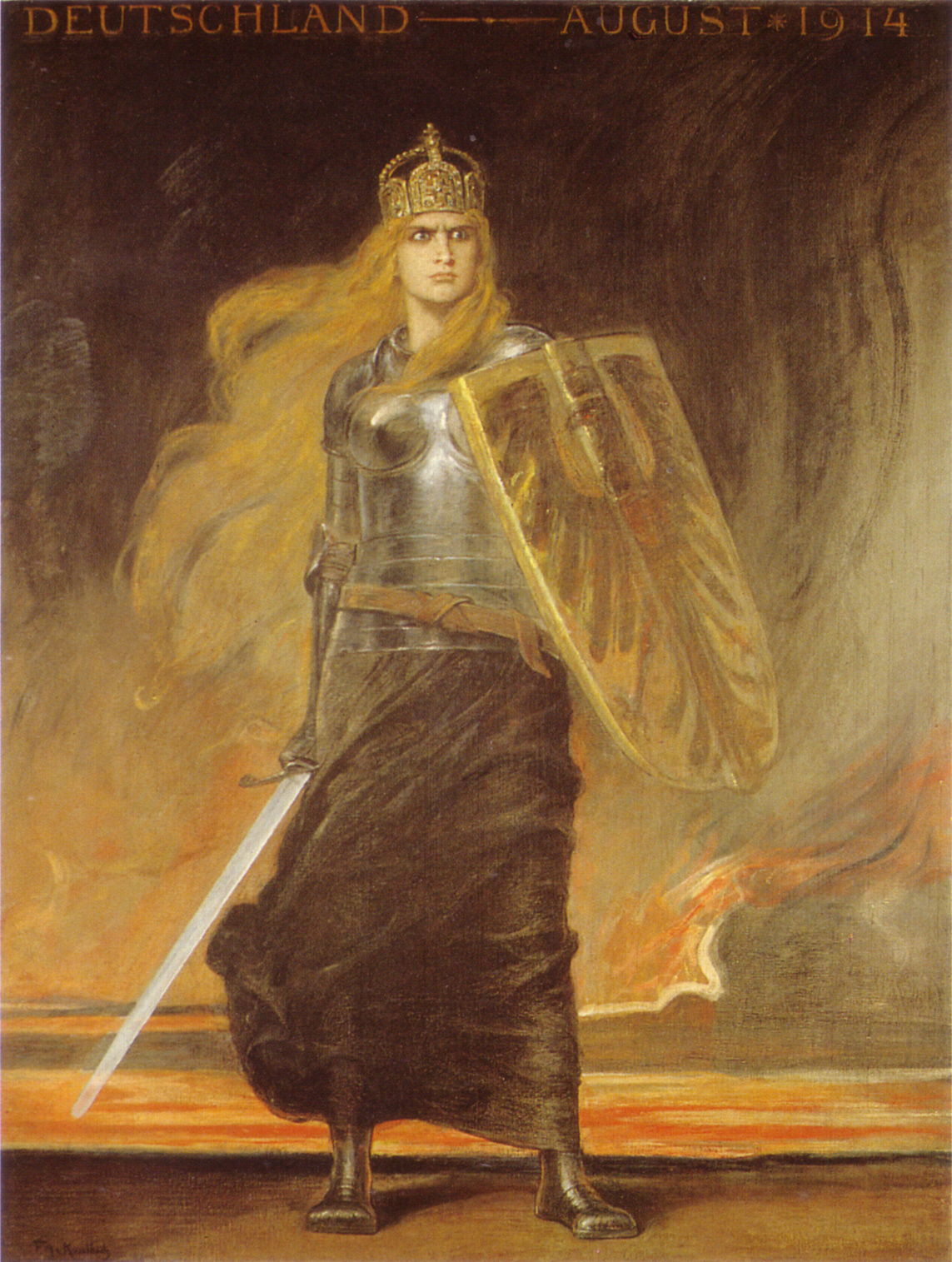
Germania. Friedrich August von Kaulbach, 1914.

Aux yeux d'un certain nombre d'intellectuels, le déclenchement d'un conflit européen de grande ampleur sur l'échelle du continent européen ne constitue nullement une surprise, même si le premier conflit mondial se révèle être, pour la majorité des membres des classes d'âge destinées à être appelées sous les drapeaux, la première expérience belliqueuse.
En effet, appuyés sur les acquis juridiques nationaux et internationaux, un certain nombre de juristes, surtout après 1904, pronostiquent un conflit à l'échelle européenne de grande ampleur. Cependant, s'ils annoncent le déclenchement d'une guerre, les intellectuels ne l'approuvent pas forcément, et de plus, certains considèrent comme seule guerre juste la guerre défensive.
Dans la société européenne en transformation du début du XXe siècle, l'idée de peuple, de Volk joue un rôle essentiel dans la constitution d'une communauté nationale, du moins pour une partie non négligeable de la société. Ainsi, dès 1898, Rouard de Care, professeur de Droit à l'université de Toulouse, réfléchit sur les changements induits par la notion de « nation en armes ».
Ainsi, au sein du Reich, un certain nombre de pamphlétaires nationalistes du début du XXe siècle tend, surtout à partir de la mise en application de l'Entente cordiale à opposer l'idéalisme des Allemands au matérialisme des Anglo-Saxons, le « héros » germanique s'opposant au « boutiquier » britannique. Ce bourrage de crâne n'est pas unique : ainsi, à partir de 1904, les débats juridiques préparatoires à la conférence de La Haye, ou encore la publication en France d'un texte émanant de l'état-major allemand, les Lois de la Guerre continentale, ressuscitent la méfiance française à l'encontre du Reich. Ce dernier texte, même s'il est abandonné en 1910, donne aux officiers des cadres de pensées qui mettent en avant la finalité sur les moyens utilisés : il a contribué à la formation des officiers allemands engagés en 1914 dans le conflit.
La forte croissance du Reich dans les dernières années du XIXe siècle crée aussi les conditions d'aspiration hégémonique sur le continent européen. Ces aspirations se formulent dans un premier temps par des théories racistes développées par l'ensemble des pangermanistes aussi bien dans le Reich que dans l'empire autrichien : ainsi, en 1905, Ernst Hasse, responsable de la ligue pangermaniste, définit l'expansion territoriale, européenne et extra-européenne, comme « nécessaire au développement d'un organisme vivant et sain ». Ces aspirations sont aussi affublées de toute une série de justifications culturelles et historicisantes; en 1912, par exemple, dans un ouvrage intitulé La Préhistoire allemande, une science d'intérêt éminemment national Gustav Kossina, l'inspirateur des archéologues de l'Ahnenerbe, exalte la « valeur du pur sang germanique », reprenant partiellement les thèses développées en 1905 par la revue Ostara. Dans ce climat, Kossina, ayant entre-temps précisé sa pensée et ses méthodes pour l’exhumation d'un passé germanique, appelle au déclenchement du conflit, défendant l'idée que les Germains auraient une « mission historique d'envergure mondiale » à remplir.
Constitués sur la base d'un rapprochement entre hommes d'affaires, hommes politiques et serviteurs de l'État, des groupes de pression en faveur d'une politique étrangère active se développent au tournant du XXe siècle. Par exemple, le Flottenverein, soutenu par les gouverneurs de province en Prusse, par les princes, par les fonctionnaires et par l'industrie, développe une propagande en faveur de la constitution d'une flotte de guerre pour permettre au Reich d'accéder au statut de puissance mondiale. De même, regroupant 22 000 membres en 1914, la ligue pangermaniste dispose d'une influence limitée, mais regroupée derrière Heinrich Class, organise sa propagande autour de la notion des « idées allemandes dans le monde », contribuant à entretenir dans l'opinion publique du Reich un climat favorable à une politique impérialiste. Son discours est relayé par des publications de presse aux titres évocateurs : Das grössere Deutschland (l'Allemagne plus grande), Der Panther, du nom de la canonnière allemande envoyée à Agadir en 1911, fondée en 1912,.
La sphère culturelle germanique n'est pas la seule à voir le succès des thèses unificatrices. Ainsi, la Russie encourage le développement de thèses panslaves qui bénéficient dans l'empire russe d'un certain consensus.
L'arrivée de nouvelles technologies, tel le téléphone, l'automobile, l'aviation, créent les conditions d'une révolution culturelle, basée sur l'exaltation de la vitesse ; à l'immobilisme de la pensée est substitué le mouvement, avec, parfois, sa violence : sont ainsi mis en valeur l'extraordinaire, la violence et le conflit.
Face à ces multiples évolutions, qui transforment les guerres en guerre de masse, mettant en cause l'ensemble de la société des pays engagés dans le conflit, les hommes politiques tentent de mettre en place des garde-fous juridiques au déchaînement de la violence de guerre, tentant de mettre en place une humanisation de la guerre et de ses pratiques (« clause de Martens »). Ainsi, les conférences internationales de 1899 et 1907 tentent-elles de parvenir à la création d'un droit de la guerre, rapidement remis en cause par les militaires allemands, qui subordonnent les moyens déployés à l'objectif à atteindre

### Causes économiques, sociales, commerciales et financières
Pour être exhaustif, les enjeux économiques, au sens large, c'est-à-dire les rivalités commerciales, financières et les enjeux économiques propres à chaque État ne doivent pas être négligés. Fritz Fischer le premier, mais aussi Paul Kennedy, évoquent le rôle des enjeux économiques dans le déclenchement du conflit.
Empire expansionniste tard venu dans la course à la puissance, situé au centre de l'Europe, le Reich modifie les rapports de force entre grandes puissances. L'Empire allemand connaît en effet, sous le règne de Guillaume II, une croissance importante. Cette croissance est démographique, économique et impérialiste, démographique, parce que l'Allemagne gagne 17 millions d'habitants en 25 ans, voyant sa population passer de 49 millions d'habitants en 1890 à 66 millions en 1914. Du point de vue économique, la croissance est plus spectaculaire encore, puisque sa production de charbon triple entre 1890 et 1914 et la production d'acier est supérieure à la somme des productions des trois futurs pays de l'Entente ; cette croissance fournit au Reich, dans les années précédant le conflit, le moyen d'une infiltration économique chez ses voisins, Autriche-Hongrie, France, Empire russe, par le biais d'une politique d'achats de concessions minières et pétrolières, d'entreprises industrielles : ainsi, la Steaua Romana, entreprise de commercialisation du pétrole roumain, est fondée avec des capitaux de la Disconto Gesellschaft, et obtient le monopole de commercialisation des productions pétrolières roumaines en Europe. En France, la pénétration économique prend la forme de participations prises plus ou moins discrètement, dans les entreprises sidérurgiques françaises, en Lorraine et en Normandie.
Par sa puissance économique, l'Allemagne peut prétendre à une politique expansionniste et coloniale de premier plan. Cependant, le décalage entre cette rapide montée en puissance d'une part, et la réalité de son essor politique ultra-marin de l'autre, crée les conditions d'une exacerbation du sentiment national dans un contexte marqué par l'absence d'un vrai successeur à Bismarck.
Au cours de l'année 1913, l'Allemagne semble ne plus avoir les moyens de garantir, du point de vue économique, ses alliances politiques. En effet, la défaite bulgare lors de la deuxième guerre balkanique est analysée aussi comme une défaite financière du Reich, qui n'a plus les moyens de soutenir sa politique d'expansion commerciale par une politique financière d'octroi de prêts aux États balkaniques : en effet, au cours de l'année 1913, faute d'argent pour les défendre face à une politique financière française entreprenante, le Reich est contraint de céder à la France les positions économiques acquises dans les royaumes balkaniques et l'Empire ottoman. En décembre 1913, la France remplace l'Allemagne comme principal bailleur de fonds de la Grèce et de la Roumanie, en dépit de contre-mesures allemandes symboliques, comme l'octroi du bâton de maréchal au roi Constantin.
Dans le même temps, dans un contexte d'exacerbation des rivalités entre puissances européennes, l'alliance ottomane est mise à mal, pour les mêmes raisons qui aboutissent à l'éviction allemande des royaumes balkaniques. En effet, en dépit du soutien résolu de l'état-major turc, formé par la mission militaire allemande, l'influence allemande dans l'Empire ottoman décline dans le courant de l'année 1913, faute d'argent pour accéder aux besoins financiers turcs, selon le mot de Guillaume II lui-même.
Contrairement à l'Allemagne qui manque structurellement de capitaux, la France dispose en 1914 de solides réserves financières, utilisées pour consolider les alliances politiques. Ainsi, une habile politique d'octroi de prêts aux États en recherche de capitaux détache le royaume d'Italie de l'alliance allemande à partir des années 1880, assure des neutralités ou fragilise les succès diplomatiques allemands dans la Péninsule balkanique, en Turquie ou en Chine. Cette puissance financière masque cependant la faiblesse commerciale de la politique étrangère française, incapable de rivaliser avec le Reich dans ce domaine.

## Historiographie
Dès les débuts du conflit, les débats historiographiques ont fait rage, fortement marqués par la publication de l'ouvrage de Lénine, L'Impérialisme, stade suprême du capitalisme, en 1916. Mais la réflexion sur les raisons de déclenchement du conflit débutent dès la fin de l'année 1914, lorsque Lénine met en parallèle les buts avoués et les objectifs cachés des puissances engagées dans le conflit. Depuis, les historiens travaillant sur les causes de la guerre se placent dans l'ensemble des traditions de l'historiographie.
À partir de la fin des années 1950, cependant, les historiens allemands, en opposition avec la vision qui prévalait depuis la fin de la Seconde Guerre mondiale, tendent de plus en plus à considérer les deux conflits mondiaux comme les bornes d'une période historique spécifique.

### La thèse des responsabilités allemandes
Depuis la signature du traité de paix, à Versailles, le 28 juin 1919, la réflexion sur la responsabilité du conflit constitue un enjeu historique et historiographique important. En effet, l'article 231 du traité affirme la seule responsabilité du Reich et de ses alliés dans le déclenchement du conflit, malgré les protestations du ministre des Affaires étrangères allemand de l'époque, le diplomate Ulrich von Brockdorff-Rantzau.
Cependant, durant les négociations de paix, le débat fait rage dans les chancelleries. Ainsi, un mémorandum établi par des diplomates et des historiens allemands est publié au début de l'année 1919, puis une réponse alliée, la « note d'envoi », tandis que Karl Kautsky se propose de publier une sélection de documents visant à démontrer la responsabilité partielle du gouvernement du Reich impérial dans le déclenchement du conflit. À la fin de l'année 1919, une commission composée d'historiens, d'hommes politiques et de diplomates publient cinq volumes de documents historique, tandis que Kautsky, écarté de cette commission expose aussi, dans son ouvrage Wie der Krieg entstand (Comment s'est déclenchée la guerre ?), à la fin de l'année 1919, sa propre vision des faits. Le Reichstag compte aussi en son sein, de décembre 1919 à août 1932, une commission d'enquête parlementaire sur les responsabilités du déclenchement du conflit ; composée de socialistes, de pacifistes et d'indépendants, elle conclut à un partage des responsabilités de l'ensemble des États européens dans le déclenchement du conflit. Dans le Reich, l'ancien officier Alfred von Wegerer, en lien avec le ministère du Reich aux Affaires étrangères, qui anime sa propre équipe de recherche sur le déclenchement du conflit, publie en 1939 L'Explosion de la Guerre mondiale ; dans cet ouvrage, il défend la thèse que le Reich n'a ni projet d'expansion ni plan de guerre dans les années immédiatement antérieures au conflit ; Il parvient dans les années précédant 1933 à rallier à sa thèse un certain nombre de chercheurs réputés, dont Hans Delbrück, le comité de rédaction des volumes de la Grosse Politik der Europäischen Kabinette, 1871-1914, ouvrage présentant des sources tronquées, incomplètes et commentées de façon tendancieuse.

### Les marxistes, premiers à proposer une réflexion historique
Durant les premiers mois du conflit, toute une série d'arguments moraux ou politiques est avancée par les responsables des pays engagés dans le conflit pour justifier leur participation au conflit. Le 1er novembre 1914, Lénine, publie un texte, qui définit le conflit en cours comme un événement prévisible dans le cadre de l'impérialisme, dont il définit le concept en 1916. Cette analyse est remise en cause par Karl Kautsky, pour qui le développement du capitalisme, l'ultra-impérialisme, selon ses mots, interdit justement le déclenchement d'un conflit de grande ampleur entre nations. Cette analyse des causes du conflit, déclenché par l'action de forces sociales à l’œuvre au sein du système capitaliste, est reprise avec des nuances par les proches de Karl Liebknecht, qui donnent, dès 1916, à la « folie annexionniste » des dirigeants du Reich une grande responsabilité dans le déclenchement du conflit.

### Le moment Fritz Fischer
En 1961, Fritz Fischer publie en Allemagne fédérale un ouvrage, Griff nach der Weltmacht, traduit en français sous le titre Les Buts de guerre de l'Allemagne impériale, dans lequel il étudie l'opinion publique allemande durant le Premier conflit mondial. Historien moderniste ayant commencé sa carrière dans les années 1930, et ayant, à ce titre, adhéré au nazisme, Fischer appuie sa thèse sur une étude des sources diplomatiques à sa disposition.
Devant la controverse générée dans le monde des historiens allemands, Fischer se trouve obligé de dresser un tableau de la période précédente. Dans son ouvrage, paru en 1965, Weltmacht oder Niedergang, (Puissance Mondiale ou déclin, non traduit en français) Fischer affirme que les dirigeants du Reich avaient souhaité faire de l'Allemagne une puissance mondiale, la crise de juillet 1914 constituant le prétexte pour déclencher une conflagration permettant la réalisation de ce projet. En 1969, systématisant davantage encore la thèse centrale de Griff nach der Weltmacht, Fischer publie Krieg der Illusionen. Il analyse la politique du Reich à partir de la seconde crise marocaine comme expansionniste et destinée à distraire l'opinion allemande des problèmes domestiques. De plus, il insiste sur la crise de débouchés que connaît le Reich dans les deux années précédant le conflit et sur la concurrence des autres pays européens, entraînant, selon Fischer, une division au sein des élites allemandes sur la position à adopter pour y faire face. Selon Fischer, la décision de faire la guerre est prise en Allemagne dès la fin de l'année 1912, et l'attentat de Sarajevo a constitué le prétexte utile à son déclenchement.
Dès la publication de 1961, l'ouvrage principal de Fischer, en posant le principe de la continuité de la politique du Reich entre 1900 et 1945 (voire au-delà), déchaîne des débats qui embrasent non seulement le monde des historiens universitaires mais aussi le grand public, car, dans son livre, Fischer remet en cause la mémoire collective des Allemands sur la période précédant la période nazie, remettant notamment en cause les thèses des responsabilités des alliés dans l'arrivée au pouvoir de Hitler.
Les historiens ouest-allemands de l'époque, Gerhard Ritter en tête, lui reprochent essentiellement sa lecture de la crise de juillet 1914. Parmi les plus modérés de ses contradicteurs, Ludwig Dehio, dont les conclusions des années 1950 avaient permis la recherche de Fischer, insiste sur les choix de la politique allemande depuis 1898, qui ont acté l'échec d'une concurrence maritime avec la Grande-Bretagne, échec qui aurait incité les dirigeants allemands à se tourner vers un programme d'expansion européen.
Pour répondre à ses contradicteurs, il estime nécessaire de remonter le temps et de faire l'histoire de la période précédant immédiatement le conflit.

### Les historiens du culturel
L'historiographie moderne considère que « les accusations réciproques et les explications données, même si elles n’étaient pas dénuées d’une part de vérité, ne permettaient pas de répondre vraiment à la question du pourquoi » et estime que les autorités politiques des principaux belligérants, prises dans le piège de l’honneur national qui les empêchait de se retirer du jeu, furent dépassées par les événements qui conduisirent à une guerre sans raison.